# Vitali Leïtan
Vitali Leitan est né le 1er décembre 1978 à Tallinn, en RSS d'Estonie. Il joue au poste de milieu de terrain.

## Palmarès
FC Lantana Tallinn
- Supercoupe d'Estonie (1) : 1997

 FC Levadia Tallinn
- Championnat d'Estonie (6) : 2000, 2004, 2006, 2007, 2008, 2009
- Coupe d'Estonie (5) : 2000, 2004, 2005, 2007, 2010
- Supercoupe d'Estonie (3) : 2000, 2001, 2010